# Söder, Jönköping
Söder är en stadsdel i Jönköping, som ligger söder om stadsdelen Väster. Den avgränsas i norr av Kungsgatan, i väster av Åsenvägen, i öster av Munksjön och i söder av Torpagatan mot stadsdelen Torpa. Bostäderna är mestadels flerfamiljshus med bostadsrätter och hyresrätter. Söder uppfördes ursprungligen som bostadsområde för den växande arbetarbefolkningen på tändsticksfabrikerna, Jönköpings Mekaniska Werkstads AB (JMW) och Munksjö pappersbruk. 
På Torpaplan finns en staty av en i Jönköping känd ungdomsledare som åker på en flakmoped med J-södra-bollar på flaket.
I stadsdelen finns parkerna Friaredalen, Munkplan och Idas park, den senare med den tidigare hushållsskolan Idas skola, benämnd efter hustrun till brukspatronen Ottonin Ljungqvist på Munksjö pappersbruk. Från huvudporten på Munksjö pappersbruk och Munkplan går västerut esplanaden Drottninggatan fram till Idas skola.
Öster om Barnarpsgatan byggs i etapper Munksjöstaden med bostäder på Munksjö bruks tidigare fabriksområde.